# Beaumont-Louestault
Beaumont-Louestault es una comuna nueva francesa situada en el departamento de Indre y Loira, de la región de Centro-Valle de Loira.

## Historia
Fue creada el 1 de enero de 2017, en aplicación de una resolución del prefecto de Indre y Loira de 13 de diciembre de 2016 con la unión de las comunas de Beaumont-la-Ronce y Louestault, pasando a estar el ayuntamiento en la antigua comuna de Beaumont-la-Ronce.

## Demografía
| Gráfica de evolución demográfica de Beaumont-Louestault entre 1800 y 2013 |
|                                                                           |

Los datos entre 1800 y 2013 son el resultado de sumar los parciales de las dos comunas que forman la nueva comuna de Beaumont-Louestault, cuyos datos se han cogido de 1800 a 1999, para las comunas de Beaumont-la-Ronce y Louestault de la página francesa EHESS/Cassini. Los demás datos se han cogido de la página del INSEE.

## Composición
| Comuna delegada   | Código INSEE | Población (2013) | Superficie (km²) | Densidad (hab./km²) |
| ----------------- | ------------ | ---------------- | ---------------- | ------------------- |
| Beaumont-la-Ronce | 37021        | 1211             | 39.04            | 31                  |
| Louestault        | 37135        | 387              | 16.45            | 24                  |